# Langenlehsten
Langenlehsten là một đô thị thuộc huyện Lauenburg, trong bang Schleswig-Holstein, nước Đức. Đô thị Langenlehsten có diện tích 23,37 km², dân số thời điểm 31 tháng 12 năm 2006 là 164 người.